# Tierra de Campos

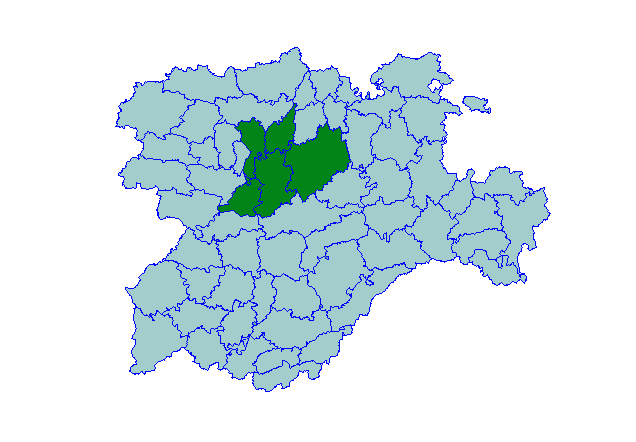
Tierra de Campos en Castille-León

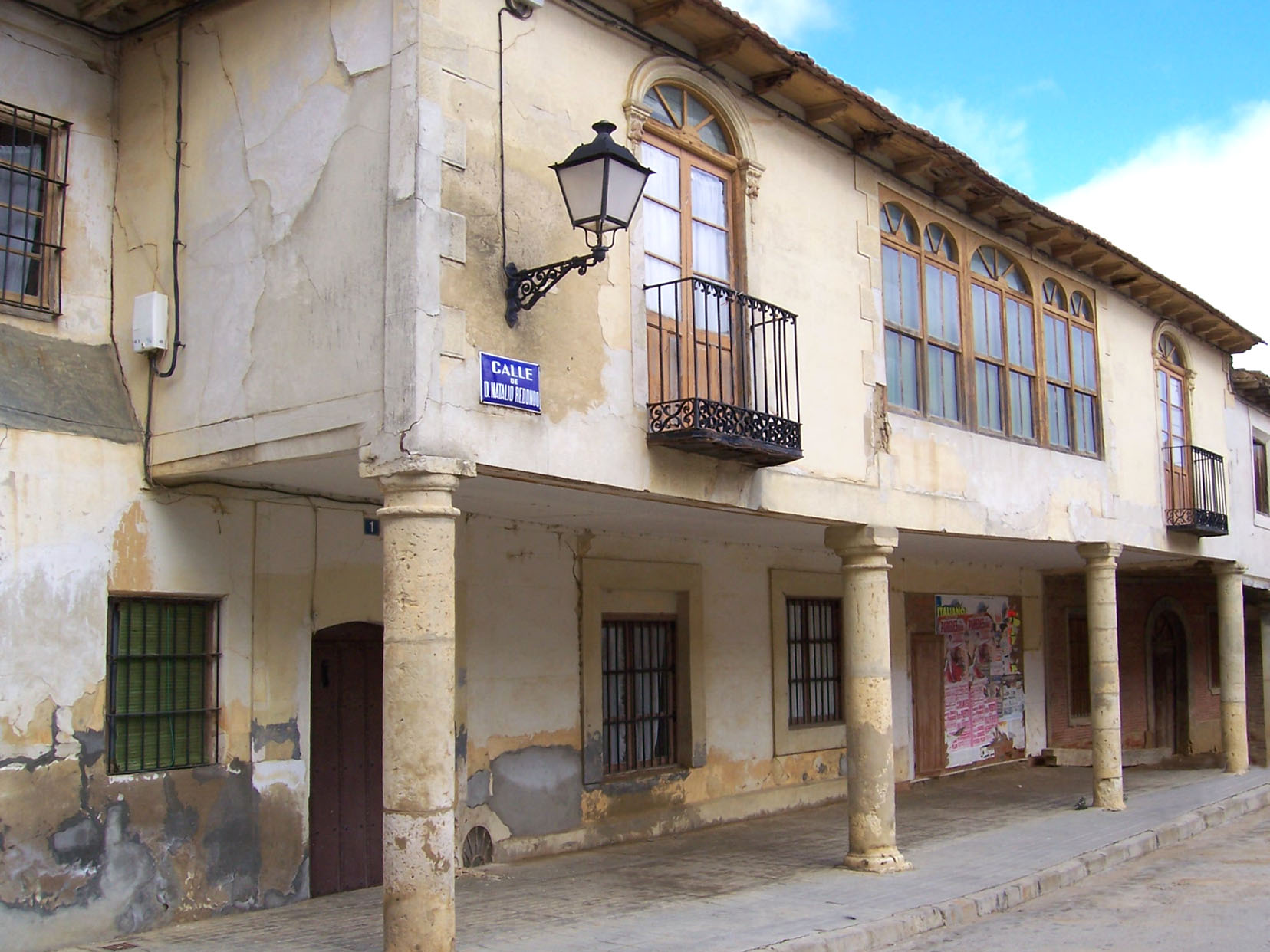
Une rue de Becerril de Campos

Tierra de Campos est une « comarque naturelle » de Castille-et-León qui s'étend sur les provinces de Zamora, de Valladolid, Palencia et León.
Il existe aussi une « comarque historique » de Tierra de campos dans la province de Valladolid.

## Communes situées dans la comarque naturelle de Tierra de Campos
- Abarca de Campos
- Abia de las Torres
- Amayuelas de Arriba
- Ampudia
- Amusco
- Arconada (Palencia)
- Autilla del Pino
- Autillo de Campos
- Baquerín de Campos
- Bárcena de Campos
- Becerril de Campos
- Belmonte de Campos
- Boada de Campos
- Boadilla de Rioseco
- Boadilla del Camino
- Calzada de los Molinos
- Capillas
- Cardeñosa de Volpejera
- Carrión de los Condes
- Castil de Vela
- Castrillo de Villavega
- Castromocho
- Cervatos de la Cueza
- Cisneros
- Espinosa de Villagonzalo
- Fáfilas
- Frechilla
- Frómista
- Fuentes de Nava
- Fuentes de Valdepero
- Grijota
- Guaza de Campos
- Husillos
- Itero de la Vega
- Lantadilla
- Lomas
- Manquillos
- Marcilla de Campos
- Mazariegos
- Mazuecos de Valdeginate
- Meneses de Campos
- Monzón de Campos
- Moral de la Reina
- Moratinos
- Nogal de las Huertas
- Osornillo
- Osorno la Mayor
- Palencia
- Paredes de Nava
- Pedraza de Campos
- Perales (Palencia)
- Piña de Campos
- Población de Arroyo
- Población de Campos
- Pozo de Urama
- Requena de Campos
- Revenga de Campos
- Ribas de Campos
- Riberos de la Cueza
- Sahagún (Espagne)
- San Cebrián de Campos
- San Mamés de Campos
- San Román de la Cuba
- Santa Cecilia del Alcor
- Santoyo
- Támara de Campos
- Tapioles
- Torremormojón
- Valde-Ucieza
- Valle del Retortillo
- Villacidaler
- Villada
- Villaherreros
- Villalcázar de Sirga
- Villalcón
- Villalobón
- Villalobos
- Villalpando
- Villanueva del Campo
- Villamartín de Campos
- Villamoronta
- Villamuera de la Cueza
- Villanueva del Rebollar
- Villarmentero de Campos
- Villarramiel
- Villasarracino
- Villaturde
- Villaumbrales
- Villerías de Campos
- Villoldo
- Villovieco

## Population
La comarque se compose de 161 communes, en majorité des petites communes ayant entre 100 et 400 habitants, pour une population totale de 67 400 habitants. 
La ville la plus peuplée est très clairement Palencia, avec plus de 82 000 habitants, la seconde étant Medina de Rioseco avec seulement 5 000 habitants.